# Mã Quốc Minh
Mã Quốc Minh (sinh ngày 13 tháng 2 năm 1974) là một nam diễn viên người Hồng Kông. Anh hiện đang là diễn viên độc quyền của hãng TVB.
Gia nhập hoạt động được nhiều năm, Mã Quốc Minh nhiều lần được đề cử Thị đế tại Lễ trao giải thường niên TVB đến năm 2020 anh đã xuất sắc mang về giải thưởng Nam diễn viên chính xuất sắc nhất nhờ màn trình diễn ấn tượng trong phim Người hùng blouse trắng (Bạch sắc cường nhân).

## Tiểu sử
Mã Quốc Minh là con út trong gia đình có 3 người con, trên anh có hai chị gái sinh đôi. Anh theo học tại Trường Salesian English School trước khi cùng gia đình di dân qua Vancouver, British Columbia, Canada vào năm 1992. Cha anh là một kỹ sư cơ khí thường đi lại giữa Hồng Kông và Vancouver để làm việc. Lúc đầu gia đình anh sống ở Richmond trước khi ổn định ở Port Coquitlam. Sau khi theo học một học kỳ tại Trường Cao đẳng Douglas, anh chuyển sang học ở Đại học British Columbia chuyên ngành kỹ thuật cơ khí. Trong thời gian học đại học, Mã Quốc Minh đã tham gia một đoàn kịch biểu diễn các vở kịch ngắn. Sau khi tốt nghiệp đại học năm 1998, Mã Quốc Minh và cả gia đình quyết định trở về Hồng Kông.
Khi Mã Quốc Minh quay lại Hồng Kông, lúc đầu anh làm việc tại một công ty sản xuất thủy tinh với tư cách là giám sát kiểm tra chất lượng nhưng anh cảm thấy công việc của mình quá nhàm chán. Với hy vọng tìm được thứ mà mình yêu thích hơn, anh đã gửi đi hơn 70 hồ sơ xin việc nhưng chỉ nhận được phản hồi từ TVB với thông báo phỏng vấn cho Lớp đào tạo diễn viên khoá 14 của họ. Mức lương khởi điểm của anh tại TVB ước chừng chỉ được khoảng 4000 Đô la Hồng Kông một tháng, nó bằng một phần ba lương công việc trước đây của anh, nhưng vì anh thấy việc diễn xuất phù hợp với mình hơn nên anh quyết định gia nhập TVB.

## Sự nghiệp
Lúc bắt đầu làm việc ở TVB, Mã Quốc Minh thường được giao đóng các vai phụ, người qua đường và quần chúng. Một trong những vai diễn đầu tiên của anh là vai con gián khổng lồ Tiểu Cường trong MV "Blue Sky" của Huỳnh Tử Hoa. Trong vòng 5 năm sau khi tốt nghiệp khoá đào tạo của TVB, công ty bắt đầu lăng xê anh khi chọn anh là một thành viên của S4 trong bộ phim Bao la vùng trời năm 2003 và sau đó anh là một trong sáu tiểu sinh của nhóm "Olympic 6" (năm người còn lại là Trần Kiện Phong, Ngô Trác Hy, Huỳnh Tông Trạch, Lâm Phong và Lê Nặc Ý).
Năm 2003, anh nhận được giải Nam diễn viên tiến bộ nhất tại Giải thưởng thường niên TVB. Năm 2008, anh được giao vai chính đầu tiên trong bộ phim truyền hình nhiều tập Quy luật sống còn 2 cùng với ca sĩ Hồng Kông Quan Ân Na.
Năm 2010, Mã Quốc Minh có một vai diễn mới mẻ là vai thanh tra cảnh sát ham chơi và đa tình bên cạnh Liêu Bích Nhi trong phim Bí mật của tình yêu.
Năm 2012, Mã Quốc Minh có màn trình diễn ấn tượng trong vai kẻ giết người trong bộ phim Phi Hổ cũng nhận đuợc sự khen ngợi của khán giả. Cùng năm, Mã Quốc Minh cũng nhận được sự công nhận với vai diễn bác sĩ Trương Nhất Kiện trong bộ phim kinh điển về đề tài y khoa Sứ mệnh 36 giờ, anh giành được giải thưởng của cả Malaysia (Nam diễn viên chính được yêu thích nhất) và Hồng Kông (Nam nhân vật được yêu thích nhất). Sau đó, nam diễn viên lại một lần nữa chinh phục khán giả khi trở lại trong Sứ mệnh 36 giờ phần 2. Cặp đôi màn ảnh của anh và Dương Di từng nhận được giải Cặp đôi được yêu thích nhất.
Năm 2013, sau khi tham gia bộ phim truyền hình ăn khách Bao la vùng trời 2, Mã Quốc Minh đã lọt vào mắt xanh của ngôi sao quốc tế Thành Long và được mời đóng vai chính trong bộ phim hài lãng mạn Impetuous Love in Action (Fate Is a Game).
Năm 2015, kể từ khi xuất hiện trong bộ phim truyền hình Kiêu Hùng, sự nổi tiếng của Mã Quốc Minh đã tăng lên, số lần xuất hiện tham gia sự kiện, phim ảnh của anh cũng tăng lên đáng kể.
Năm 2017, Mã Quốc Minh đóng vai chính trong bộ phim siêu nhiên được đánh giá cao Hàng ma đích với vai tài xế taxi kiêm người hàng ma Mã Quế (Tiểu Mã). Nhờ sự diễn xuất vững vàng của mình trong loạt phim đó, Mã Quốc Minh được coi là "diễn viên được người dân lựa chọn" và trở thành ứng cử viên nặng ký cho giải Nam diễn viên chính xuất sắc nhất tại Lễ trao giải kỷ niệm thường niên năm 2017 của TVB. Anh đã giành được giải thưởng Nam nhân vật được yêu thích nhất, đây là thứ hai anh ấy thắng giải ở hạng mục này. Ngoài ra, Mã Quốc Minh còn giành được giải thưởng Nam diễn viên chính xuất sắc nhất trong cả hai Giải thưởng People's Choice TV Awards năm 2017 và Giải thưởng truyền hình Hồng Kông năm 2017, đây được coi như sự công nhận của công chúng cho anh vì tất cả những người thắng giải đều do được bình chọn bởi khán giả và cư dân mạng 100%.
Năm 2018, Mã Quốc Minh đóng vai chính trong bộ phim cổ trang Thâm cung kế và giành được giải thưởng  Nam nhân vật được yêu thích nhất tại Lễ trao giải kỷ niệm thường niên của TVB, đây là thứ ba anh ấy thắng giải ở hạng mục này.
Năm 2019, Mã Quốc Minh có màn thể hiện xuất sắc  hóa thân thành bác sĩ có tài có đức Đường Minh trong bộ phim y khoa Người hùng blouse trắng (Bạch sắc cường nhân/Big White Duel), nam diễn viên gây được tiếng vang lớn. Anh được khán giả và đồng nghiệp tán thưởng hết lời. Vai diễn trong tác phẩm này cũng được xem là bước ngoặt lớn trong sự nghiệp của anh. Anh chính thức trở thành Thị đế sau 12 lần đề cử ở Lễ trao giải kỷ niệm thường niên năm 2019 của TVB. Nhiều người hâm mộ và loạt sao Hồng Kông đều vui mừng cho Mã Quốc Minh vì cuối cùng anh cũng được công nhận xứng đáng. Trước khi thắng ở TVB, anh cùng với vai diễn trong tác phẩm này đã được vinh danh giải Nam diễn viên chính xuất sắc nhất tại sự kiện StarHub Night Of The Stars 2019 của Singapore.
Cùng trong năm 2019, Mã Quốc Minh tham gia bộ phim Phi hổ cực chiến 2 với dàn diễn viên toàn sao. Bộ phim cũng đánh dấu lần đầu tiên Mã Quốc Minh, Huỳnh Tông Trạch và Ngô Trác Hy hợp tác trong một bộ phim truyền hình sau Bao la vùng trời năm 2003.
Năm 2020, Mã Quốc Minh nhận được đề cử Nam diễn viên xuất sắc cho vai diễn trong Sứ đồ hành giả 3 thay vì màn hóa thân trong tác phẩm nổi tiếng hơn ra mắt hồi tháng 5 là Hàng ma đích 2.0.
Năm 2021, Mã Quốc Minh góp mặt trong hai bộ phim kinh phí lớn của đài là Người hùng blouse trắng 2 (Big White Duel 2) và Bệnh viện nhi đồng (Kids' Live Matter/Children's Hospital), đây sẽ là lần thứ 13 anh đóng vai bác sĩ.

## Đời tư
Mã Quốc Minh đang sống với cha mẹ của anh ấy trong một căn nhà rộng hơn 300 mét vuông ở thành phố Tai Koo Shing, Đảo Hồng Kông. Anh nói rằng người vợ tương lai của anh phải hòa thuận với cha mẹ anh và có thể chung sống cùng với họ.
Lúc còn nhỏ, Mã Quốc Minh và mẹ của anh đều là fan của Trương Quốc Vinh. Mẹ của anh còn lấy tên tiếng Anh của cô theo tên bài hát ăn khách "Monica" của Trương Quốc Vinh. Ở tuổi 14, Mã Quốc Minh đã xuất hiện trong quảng cáo Pepsi năm 1988 của Trương Quốc Vinh.
Mã Quốc Minh vẫn được biết đến là người đi làm bằng phương tiện công cộng mặc dù anh có sở hữu một chiếc ô tô. Anh ấy là một người hâm mộ cuồng nhiệt của môn bóng đá. Các đội bóng yêu thích của anh ấy là Real Madrid, Manchester United và AC Milan.
Mã Quốc Minh và Hồ Định Hân bắt đầu hẹn hò vào năm 2008, yêu đương trong hai năm và chia tay vào tháng 4 năm 2010.
Mã Quốc Minh gặp Huỳnh Tâm Dĩnh năm 2015 khi quay bộ phim Ẩm thực thần thám. Hai người công khai mối quan hệ của họ vào năm 2017, nhưng sau đó họ đã chia tay sau khi Huỳnh Tâm Dĩnh bị phát tán clip thân mật trong taxi với nam ca sĩ Hứa Chí An (đã kết hôn) vào tháng 4 năm 2019.
Mã Quốc Minh và diễn viên Thang Lạc Văn bị phát hiện hẹn hò ở Hồng Khám ngày 12/06/2020. Đến tối hôm đó, hai người công khai xác nhận mối quan hệ tình cảm của họ trên Instagram.

## Phim tham gia

### Phim truyền hình
| Năm       | Tựa Phim                     | Vai Diễn                                      | Ghi Chú |
| --------- | ---------------------------- | --------------------------------------------- | --- |
| 1999      | Bức màn bí mật               | Vương gia                                     | Tập 12 |
| 1999      | Thử thách nghiệt ngã         | Stanley                                       | |
| 2000      | Thử thách nghiệt ngã 2       | Bác sĩ                                        | |
| 2000      | Bước thăng trầm              | vai quần chúng                                | |
| 2000      | Ước Mơ Và Hiện Thực          | Quản lý bất động sản                          | |
| 2000      | Thất Vọng                    | Franco                                        | Tập 7 |
| 2000      | Đường về hạnh phúc           | Uông Hải Lâm                                  | |
| 2000      | Tứ Đại Tài Tử                | Người dân ở Tô Châu                           | |
| 2000      | Bàn Tay Nhân Ái 2            | vai quần chúng                                | |
| 2000      | Hương Sắc Cuộc Đời           | vai quần chúng                                | Tập 2 |
| 2001      | Đắc Kỷ Trụ Vương             | Đại phu                                       | Xuất hiện tạp 28 |
| 2001      | Lực lượng phản ứng III       | Thành viên đội xử lý bom mìn (vai quần chúng) | Tập 9 |
| 2001      | Ỷ Thiên Đồ Long Ký           | Phục vụ quán ăn (vai quần chúng)              | Khi Lê Tư lần đầu xuất hiện |
| 2001      | Gia đình vui vẻ              | Yat Yeung Chi / Beggar / Hawker / Ma On-shan  | |
| 2001      | Cỗ Máy Thời Gian             | Chồng quá cố của Cầm Thanh (vai quần chúng)   | Tập 34 |
| 2001      | Cảnh Sát Hình Sự             | vai quần chúng                                | |
| 2002      | Thiện Ác Đối Đầu             | Sam                                           | Tập 11-15 |
| 2002      | Thế Giới Muôn Màu            | vai quần chúng                                | |
| 2002      | Vẻ Đẹp Bị Đánh Cắp           | Cai ngục / Học giả / Lính (vai quần chúng)    | |
| 2002      | Ngọn Lửa Trắng               | Bác sĩ (vai quần chúng)                       | |
| 2002      | Tiêu Thập Nhất Lang          | Chow Chi-kong                                 | |
| 2002      | Đồn Cảnh Sát Số 7            | Cảnh sát (vai quần chúng)                     | |
| 2002      | Đội Cứu Hỏa Anh Hùng 2       | Billy                                         | |
| 2002      | Mạnh Lệ Quân                 | Lai Ming-tong                                 | |
| 2002      | Cơ Hội Mong Manh             | Peter                                         | |
| 2002      | Bước Ngoặt Cuộc Đời          | Bác sĩ                                        | |
| 2002      | Chuyên Gia Đàm Phán          | Đội trưởng phi hổ SDU                         | |
| 2002      | Nối Lại Tình Xưa             | Quản lý A                                     | |
| 2002      | Khôi Phục Giang Sơn          | Phục vụ / Bảo vệ (vai quần chúng)             | |
| 2003      | Quá Khứ Và Hiện Tại          | Khách mời trong bữa tiệc (vai quần chúng)     | Tập 8 |
| 2003      | Anh Yêu Em 2                 | vai quần chúng                                | |
| 2003      | Se Duyên                     | Tai Hon                                       | |
| 2003      | Quy Luật Sống Còn            | Joe Chan                                      | |
| 2003      | Sự Hoàn Hảo                  | Ma Siu-tung                                   | |
| 2003      | Ông Bố Vợ                    | Ko Wai-lei                                    | |
| 2003      | Bao la vùng trời             | Roy Cao Chí Hoằng                             | |
| 2003      | Thiếu Gia Vùng Tây Quan      | vai quần chúng                                | |
| 2004      | Kẻ Bán Đứng Lương Tâm        | David                                         | |
| 2004      | Quái hiệp cây mai            | Au-yeung Hing                                 | |
| 2004      | Lực lượng phản ứng IV        | Andy                                          | |
| 2004      | Sắc màu                      | Lui Siu-lung                                  | |
| 2004      | Đột phá cuối cùng            | Tiểu Thạch                                    | |
| 2005      | Chiêu thức võ thuật          | Người bệnh                                    | Tập 2 |
| 2005      | Khí phách Hoàng Phi Hồng     | Kan Kin                                       | |
| 2005      | Duyên tình Tây Sương         | Hoàng đế Tak-chung                            | |
| 2005      | Đường đến thiên đàng         | Đặng Kính Trần                                | Đề cử — Giải thưởng thường niên TVB cho Nam diễn viên tiến bộ nhất (Top 5) |
| 2005      | Mất tích bí ẩn               | Koon Ching-wan                                | Đề cử — Giải thưởng thường niên TVB cho Nam diễn viên phụ xuất sắc nhất (Top 5) |
| 2005      | Dấu vết của sự lừa dối       | Vincent                                       | |
| 2005      | Chuyện về chàng Vượng        | Jason                                         | Tập 28 |
| 2005      | Vua thảo dược                | Bàng Hiến                                     | Giải thưởng thường niên TVB cho Nam diễn viên tiến bộ nhất |
| 2006      | Đáng mặt nữ nhi              | Cao Chí Lực                                   | Giải thưởng thường niên TVB cho Nam diễn viên tiến bộ nhất Đề cử — Giải thưởng thường niên TVB cho Nam diễn viên phụ xuất sắc nhất (Top 20) |
| 2006      | Bảo hiểm tình yêu            | Tim Quách Phú Cần                             | Giải thưởng thường niên TVB cho Nam diễn viên tiến bộ nhất Đề cử — Giải thưởng thường niên TVB cho Nam diễn viên chính xuất sắc nhất (Top 20) |
| 2006      | Trên cả tình yêu             | Mạch Gia Huy                                  | Giải thưởng thường niên TVB cho Nam diễn viên tiến bộ nhất |
| 2007      | Hành động đột phá            | Ân Hướng Minh                                 | Tập 1-8 |
| 2007      | Thử thách hôn nhân           | Cam Thành Tuấn                                | Đề cử — Giải thưởng thường niên TVB cho Nam diễn viên phụ xuất sắc nhất (Top 20) |
| 2007      | Quy luật sống còn 2          | Tân Vạn Quân (MK Sun)                         | Đề cử — Giải thưởng thường niên TVB cho Nam diễn viên chính xuất sắc nhất (Top 10) Đề cử — Giải thưởng thường niên TVB cho Nam nhân vật được yêu thích nhất (Top 5) |
| 2008      | Hồng ân thái cực quyền       | Mã Phong Niên                                 | Đề cử — Giải thưởng thường niên TVB cho Nam diễn viên phụ xuất sắc nhất (Top 10) |
| 2008      | Đội điều tra đặc biệt        | Hugo Thành Gia Tuyền                          | |
| 2008      | Nữ hoàng cổ phiếu            | Sun Man-kwan (MK Sun)                         | Tập 3 |
| 2008      | Lời nói ngọt Ngào            | Lương Khải Ngôn (OK Jai)                      | |
| 2008      | Oan gia tương phùng          | Sun Man-kwan (MK Sun)                         | Tập 18–19 |
| 2008      | Thiếu niên tứ đại danh bộ    | Thiết Thủ / Thiết Du Hạ                       | |
| 2009      | Đại lão gia sau bức màn      | Châu Bình                                     | Đề cử — Giải thưởng thường niên TVB cho Nam nhân vật được yêu thích nhất (Top 15) Đề cử — Giải thưởng truyền hình Châu Á cho Biểu diễn truyền hình xuất sắc bởi Nam/Nữ diễn viên |
| 2009      | Thái Ngạc và Tiểu Phụng Tiên | Dư Nhậm Quốc                                  | |
| 2009      | Phú Quý Môn                  | Sa Bảo Lai                                    | Đề cử — Giải thưởng thường niên TVB cho Nam diễn viên phụ xuất sắc nhất (Top 5) |
| 2010      | Viên sôcôla thần kỳ          | Himself                                       | Tập 6 |
| 2010      | Thiết mã tầm kiều            | Cố Nhữ Đường                                  | Đề cử — Giải thưởng thường niên TVB cho Nam nhân vật được yêu thích nhất (Top 5) |
| 2010      | Bí mật của tình yêu          | Gordon Lư Thiên Hằng                          | Đề cử — Giải thưởng thường niên TVB cho Nam diễn viên phụ xuất sắc nhất (Top 15) |
| 2010      | Công chúa giá đáo            | Đinh Hữu Duy                                  | |
| 2011      | Nữ quyền bảo chi lâm         | Du Tam Thủy                                   | |
| 2011      | Trường học mật cảnh          | Jack                                          | Tập 30 |
| 2011      | Chân tướng                   | Alex Giang Lạc Văn                            | Tập 20–25 |
| 2011      | Đại nội thị vệ               | Dụ Thân Vương Phúc Toàn                       | Đề cử — Giải thưởng thường niên TVB cho Nam diễn viên chính xuất sắc nhất (Top 15) |
| 2012      | Sứ mệnh 36 giờ               | Trương Nhất Kiện                              | Giải thưởng thường niên TVB cho Nam nhân vật được yêu thích nhất Giải thưởng Hiệp hội nghệ sĩ biểu diễn Hồng Kông 2012 cho Diễn viên xuất sắc trên truyền hình Đề cử — Giải thưởng thường niên TVB cho Nam diễn viên chính xuất sắc nhất (Top 5) Giải thưởng My AOD Favourites Awards cho Nam diễn viên chính được yêu thích Giải thưởng My AOD Favourites Awards cho Top 15 Nhân vật truyền hình được yêu thích Giải thưởng My AOD Favourites Awards cho Cặp đôi màn ảnh được yêu thích (với Dương Di) |
| 2012      | Phi Hổ                       | Đỗ Thiên Vũ                                   | Tập 1, 13 |
| 2012      | Hồi đáo Tam Quốc             | Vincent Tư Mã Tín                             | |
| 2012      | Danh gia vọng tộc            | Charles Chung Khải Sâm                        | |
| 2013      | Mùa tình yêu                 | Joe Chu Tổ An                                 | |
| 2013      | Bao la vùng trời 2           | Roy Cao Chí Hoằng                             | Đề cử — Giải thưởng thường niên TVB năm 2013 cho Nam diễn viên phụ xuất sắc nhất |
| 2013      | Sứ mệnh 36 giờ 2             | Trương Nhất Kiện                              | Best Leading Actor in TVB 46th Anniversary Gala Popularity Vote Đề cử — Giải thưởng thường niên TVB năm 2013 cho Nam diễn viên chính xuất sắc nhất (Top 5) Đề cử — Giải thưởng thường niên TVB năm 2013 cho Nam nhân vật được yêu thích nhất Giải thưởng truyền hình TVB Star Awards Malaysia 2013 for Top 15 năm 2013 cho Nam nhân vật được yêu thích nhất Giải thưởng truyền hình TVB Star Awards Malaysia 2013 Cặp đôi màn ảnh được yêu thích nhất (với Dương Di)                                    |
| 2014      | Hàn sơn tiềm long            | Chu Trường Thắng                              | |
| 2014      | Khi tình yêu đến             | Oscar                                         | Tập 2 |
| 2014      | Anh họ, cố lên!              | TV King                                       | Tập 2 |
| 2014-2015 | Hoạn hải kỳ quan             | Tô Chấn Phong                                 | |
| 2015      | Kiêu hùng                    | Kiều Ngạo Thiên (lúc trẻ)                     | Đề cử — Giải thưởng thường niên TVB cho Nam diễn viên chính xuất sắc nhất Đề cử — Giải thưởng thường niên TVB cho Nam nhân vật được yêu thích nhất |
| 2015      | Hoàng đế lưu manh            | Chu Cẩm Xuân                                  | |
| 2016      | Ẩm thực thần thám            | Dương Dắc Cơ                                  | |
| 2017      | Tâm lý truy hung             | TY Chung Thái Nhiên                           | |
| 2017      | Ván bài định mệnh            | Lộ Bình An                                    | |
| 2017      | Hàng ma đích                 | Mã Quế                                        | Giải thưởng thường niên TVB cho Nam nhân vật được yêu thích nhất |
| 2017      | Sứ đồ hành giả 2             | Samuel Ngụy Đức Sâm                           | |
| 2018      | Thâm cung kế                 | Nhậm Tam Thứ                                  | Giải thưởng thường niên TVB cho Nam nhân vật được yêu thích nhất |
| 2019      | Người hùng blouse trắng      | Đường Minh                                    | Giải thưởng thường niên TVB năm 2013 cho Nam diễn viên chính xuất sắc nhất (Thị Đế) |
| 2019      | Phi hổ cực chiến 2           | Đinh Hạo Nhiên                                | |
| 2020      | Hàng ma đích 2.0             | Mã Quế (Tiểu Mã)                              | |
| 2020      | Đặc công C9                  | Bravo Cao Đại Kình                            | |
| 2020      | Sứ đồ hành giả 3             | Ngụy Đức Lễ/Vi Tác Vinh                       | Đề cử — Giải thưởng thường niên TVB năm 2013 cho Nam diễn viên chính xuất sắc nhất (Top 5) |
| 2021      | Con chúng mình là nhất       | Du Tại Sơn                                    | |
| 2021      | Lực lượng phản ứng 2021      | Keanu                                         | Khách mời xuất hiện trong tập 1 |
| 2021      | Bệnh viện nhi đồng           | Amos Huống Tùng Hân                           | |
| 2022      | Người hùng blouse trắng 2    | Đường Minh                                    | |

### Phim điện ảnh
| Năm  | Tựa Phim                        | Vai Diễn                                 | Ghi Chú       |
| ---- | ------------------------------- | ---------------------------------------- | ------------- |
| 2003 | Viên đạn cuối cùng              | Brian - Thành viên SWAT (vai quần chúng) | TV movie      |
| 2004 | Cuộc hẹn nghiệt ngã             | Angel (vai quần chúng)                   | TV movie      |
| 2004 | Chân lý cuộc sống               | Sinh viên (vai quần chúng)               | TV movie      |
| 2004 | Thân mật cơ sát (Mắc bẫy)       | Cảnh sát (vai quần chúng)                | TV movie      |
| 2010 | 72 Khách trọ                    | Lính cứu hỏa                             | Vai khách mời |
| 2014 | Impetuous Love in Action        | Luật sư Tất Thủ Tín                      |               |
| 2015 | Bao la vùng trời (bản điện ảnh) | Roy Cao Chí Hoằng                        |               |
| 2018 | Super Model Fantasy             | Cheng Zongzan                            |               |

## Giải thưởng
Bài chi tiết: Danh sách giải thưởng và đề cử của Mã Quốc Minh